# Izaak Kobryner

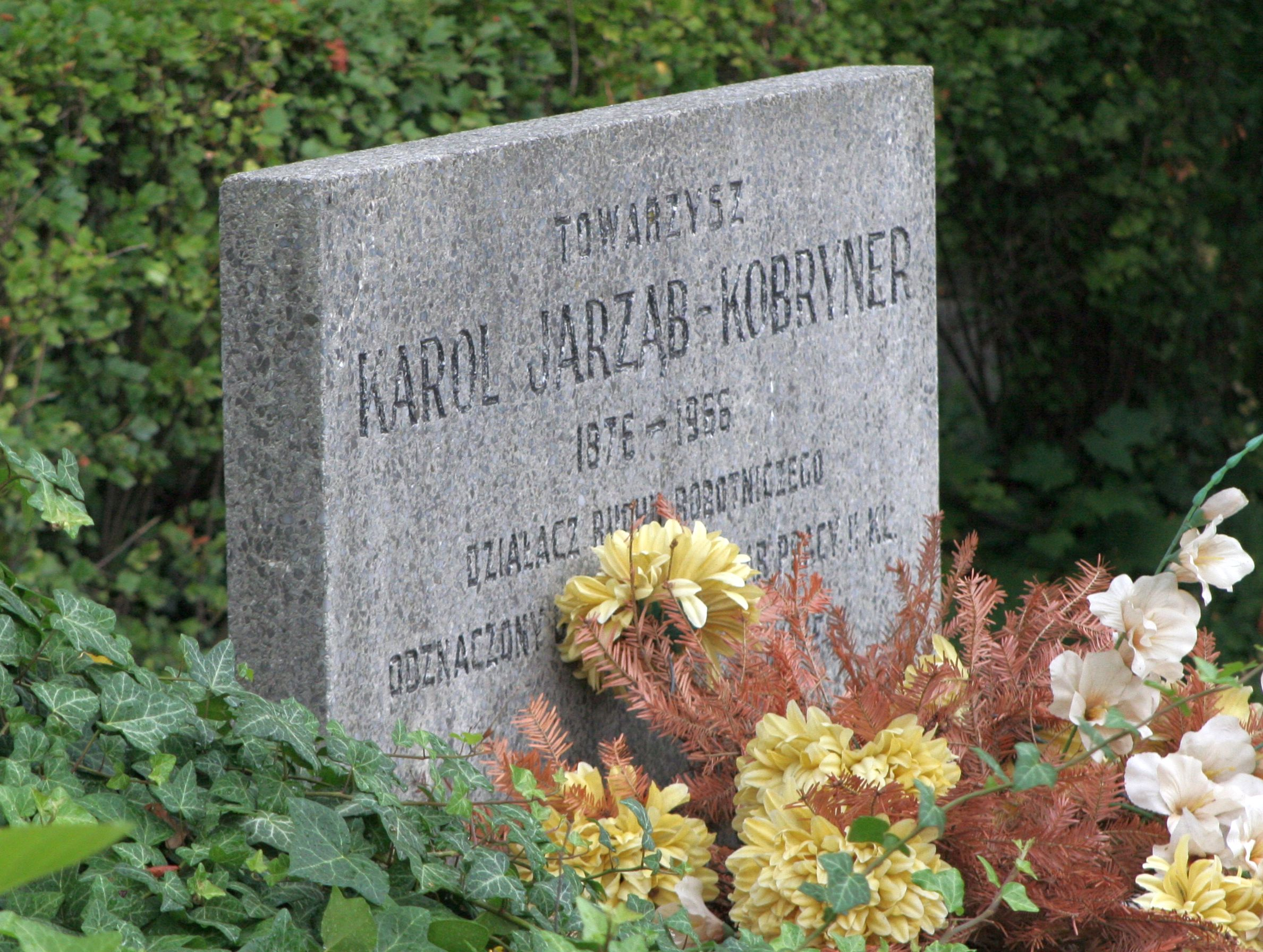
Grób Izaaka Kobrynera na Cmentarzu Wojskowym na Powązkach w Warszawie

Izaak Kobryner pseud. Berno, Karol Józef Jarząb (ur. 26 kwietnia 1876 we Lwowie, zm. 22 maja 1966 w Warszawie) – przedsiębiorca, działacz związkowy, działacz SDKPiL i KPP, kierownik finansowy Komisariatu Ludowego Spraw Zagranicznych RSFRR, skarbnik KC KPP.

## Życiorys
Pochodził z rodziny żydowskiej. W 1894 ukończył Akademię Handlową w Wiedniu, następnie był urzędnikiem w wiedeńskim przedsiębiorstwie handlowym i w banku. W latach 1900–1912 urzędnik w instytucjach i przedsiębiorstwach w Warszawie. Działał w warszawskim Stowarzyszeniu Handlowców, którego w latach 1906–1911 był prezesem. W 1909 współorganizował I Kongres Stowarzyszeń i Związku Zawodowego Pracowników Handlu i został jego wiceprzewodniczącym. W 1918 był prawdopodobnie członkiem moskiewskiej grupy SDKPiL. W tym czasie został kierownikiem finansowym Komisariatu Ludowego Spraw Zagranicznych RSFRR. Później był starszym inspektorem w Mińsku i Wilnie, gdzie został aresztowany przez polskie władze wiosną 1919, jednak zbiegł i przedostał się do Warszawy. Od 1923 do 1924 w Gdańsku był dyrektorem filii Banku Warszawsko-Gdańskiego, a w latach 1920 – 1926 skarbnikiem KC KPP. Był ponadto pracownikiem i dyrektorem kilku przedsiębiorstw niemieckich i francuskich. 1929-1930 zorganizował wydawnictwo „Tom” w Warszawie, którego był współwłaścicielem. Od 1930 do 1938 współpracował z organizacją służby kurierskiej KPP i jednocześnie pracował w firmach w Berlinie, Hamburgu i Dreźnie. W 1930 został na krótko aresztowany pod zarzutem propagowania komunizmu, jednak został zwolniony z braku dowodów. W czasie okupacji ukrywał się, a po wojnie został naczelnym dyrektorem Piotrkowskich Zakładów Drzewnych. Później był inspektorem Centralnego Zarządu Przemysłu Drzewnego w Warszawie i kierownikiem finansowym Centrali Eksploatacji Przemysłu Uzdrowiskowego w Warszawie. W 1950 został redaktorem w Państwowym Zakładzie Wydawnictw Lekarskich. Był odznaczony Orderem Sztandaru Pracy II klasy. Został pochowany na Cmentarzu Komunalnym na Powązkach (kwatera B2-3-9).